# Game Over (альбом U.D.O.)
Game Over (с англ. — «Конец игры») — семнадцатый студийный альбом немецкой хеви-метал-группы U.D.O., выпущенный 22 октября 2021 года на лейбле AFM Records.

## Об альбоме
Пандемия COVID-19 сделала невозможным для группы выступать с концертными турами, в связи с чем, отыграв последний концерт в сентябре 2020 года в Болгарии, музыканты начали писать новый альбом. Из-за режима самоизоляции группе приходилось связываться и делиться друг с другом материалом с использованием Zoom, Skype, FaceTime и других программ для удалённой работы. Гитаристы и басист самостоятельно записывали материал и отправляли в студию для сведения.
Альбом содержит одни из наиболее политически направленных песен за всю карьеру Удо Диркшнайдера. Вокалист написал песни посвящённые всемирной пандемии, климатическому кризису и выводу американскоих войск из Афганистана. «Kids And Guns» — это песня посвящённая оружию и о том, что «лучше разговаривать друг с другом, чем убивать друг друга». Помимо это в альбоме присутствуют и характерные для Диркшнайдера песни, например о неубиваемом метале («Metal Never Dies») или песня о самом себе под названием «Marching Tank» (с англ. — «Марширующий танк»).

## Список композиций
| №                   | Название                  | Длительность |
| ------------------- | ------------------------- | ------------ |
| 1.                  | «Fear Detector»           | 4:20         |
| 2.                  | «Holy Invaders»           | 3:26         |
| 3.                  | «Prophecy»                | 4:41         |
| 4.                  | «Empty Eyes»              | 3:52         |
| 5.                  | «I See Red»               | 3:16         |
| 6.                  | «Metal Never Dies»        | 5:06         |
| 7.                  | «Kids and Guns»           | 4:07         |
| 8.                  | «Like a Beast»            | 5:02         |
| 9.                  | «Don't Wanna Say Goodbye» | 4:12         |
| 10.                 | «Unbroken»                | 3:13         |
| 11.                 | «Marching Tank»           | 5:06         |
| 12.                 | «Thunder Road»            | 4:04         |
| 13.                 | «Midnight Stranger»       | 5:29         |
| 14.                 | «Speed Seeker»            | 4:34         |
| 15.                 | «Time Control»            | 4:16         |
| 16.                 | «Metal Damnation»         | 4:01         |
| Общая длительность: | Общая длительность:       | 68:45        |

## Участники записи
U.D.O.
- Удо Диркшнайдер — вокал
- Андрей Смирнов — гитара
- Ди Даммерс — гитара
- Тилен Худрап — бас-гитара
- Свен Диркшнайдер — ударные

Производственный персонал
- Мартин Пфейфер — продюсирование, сведение
- Штефан Кауфманн — мастеринг, звукоинженер